# 르베그 덮개 차원
일반위상수학에서 르베그 덮개 차원(-次元, 영어: Lebesgue covering dimension) 또는 르베그 피복 차원(-被覆次元) 또는 위상적 차원(영어: topological dimension)은 위상 공간을 얼마나 ‘효율적으로’ 덮을 수 있는지를 측정하는 정수 값 불변량이다.

## 정의
위상 공간 {\displaystyle X}의 르베그 덮개 차원 {\displaystyle \dim X}는 다음 조건을 만족시키는 최소의 정수 {\displaystyle n\geq -1}이다.
- 임의의 유한 열린 덮개 {\displaystyle {\mathcal {U}}}에 대하여, {\displaystyle \max _{x\in X}|\{C\in {\mathcal {C}}\colon x\in C\}|\leq n+1}인 {\displaystyle {\mathcal {U}}}의 열린 세분 {\displaystyle {\mathcal {C}}}가 존재한다.

만약 위 조건을 만족시키는 정수가 없다면, {\displaystyle \dim X=\infty }로 정의한다. 위 정의에서, “유한 열린 덮개”를 “국소 유한 열린 덮개”로 대체하여도 원래의 정의와 동치이다.:Theorem 1

## 성질
단체 복합체의 경우, 르베그 덮개 차원과 아핀 차원은 일치한다. (르베그 덮개 정리)
임의의 위상 공간의 르베그 덮개 차원은 큰 귀납적 차원보다 적거나 같다.
정규 공간 {\displaystyle X}에 대하여, 다음 두 조건이 서로 동치이다.
- 르베그 덮개 차원 {\displaystyle \dim X\leq n}
- {\displaystyle X}의 임의의 닫힌 집합 {\displaystyle A\subset X} 및 연속 함수 {\displaystyle f\colon A\to S^{n}}에 대하여, {\displaystyle f}의 {\displaystyle X}에 대한 확장 {\displaystyle g\colon X\to S^{n}}이 존재한다. ({\displaystyle S^{n}}은 초구)

위상 공간 {\displaystyle X} 및 부분 집합 {\displaystyle Y\subseteq X}에 대하여, 만약 {\displaystyle Y}가 닫힌집합이거나,:11, Proposition 2.11 {\displaystyle X}가 완전 정규 공간이라면, 다음이 성립한다.
{\displaystyle \dim Y\leq \dim X}
정규 공간 {\displaystyle X} 및 부분 집합 {\displaystyle Y,Z\subseteq X}에 대하여, 만약 {\displaystyle X=Y\cup Z}라면, 다음이 성립한다.:25, Proposition 4.8 (르베그 덮개 차원에 대한 우리손 부등식)
{\displaystyle \dim(Y\cup Z)\leq \dim Y+\dim Z+1}
위상 공간 {\displaystyle X,Y}가 다음 조건들 가운데 하나를 만족시킨다면, 부등식
{\displaystyle \dim(X\times Y)\leq \dim X+\dim Y}
이 성립한다.
- {\displaystyle X,Y}는 콤팩트 공간이다.[1]:214, Theorem 4
- {\displaystyle X}는 콤팩트 하우스도르프 공간이며, {\displaystyle Y}는 정규 하우스도르프 공간이며, {\displaystyle X\times Y}는 정규 공간이다.[3]:208, Theorem 3.4.6
- {\displaystyle X}는 거리화 가능 공간이며, {\displaystyle Y}는 정규 하우스도르프 공간이며, {\displaystyle X\times Y}는 정규 공간이다.[3]:209–210, Theorem 3.4.9

다음 조건은 두 번째 조건을 함의하므로, 위 부등식을 함의한다.
- {\displaystyle X}는 콤팩트 하우스도르프 공간이며, {\displaystyle Y}는 파라콤팩트 하우스도르프 공간이다.[3]:207, Theorem 3.4.4

다음 조건은 세 번째 조건을 함의하므로, 부등식을 함의한다.
- {\displaystyle X,Y}는 거리화 가능 공간이다.[1]:219, Theorem 8

정규 하우스도르프 공간 {\displaystyle X}와 그 스톤-체흐 콤팩트화의 르베그 덮개 차원은 일치한다.:182, Exercise 3.1.J
{\displaystyle \dim \beta X=\dim X}

## 예
{\displaystyle n}차원 유클리드 공간 {\displaystyle \mathbb {R} ^{n}}의 르베그 덮개 차원은 {\displaystyle n}이다. 보다 일반적으로, 임의의 {\displaystyle n}차원 다양체의 르베그 덮개 차원은 {\displaystyle n}이다.
공집합이 아닌 이산 공간 및 비이산 공간의 르베그 덮개 차원은 0이다.
르베그 덮개 차원이 {\displaystyle -1}인 공간은 공집합밖에 없다.
조르겐프라이 직선 {\displaystyle S}의 르베그 덮개 차원은 0이다. 그러나 조르겐프라이 평면 {\displaystyle S\times S}의 르베그 덮개 차원은 {\displaystyle \infty }이다.:2, Theorem 1
{\displaystyle \dim S=0}
{\displaystyle \dim S\times S=\infty }

## 역사
앙리 르베그의 연구 결과에 바탕하여 체코의 수학자 에두아르트 체흐가 처음으로 공식적으로 도입하였다.

## 같이 보기
- 귀납적 차원